# Orquestra Filharmònica de Geòrgia
L'Orquestra Filharmònica de Georgia (georgià: საქართველოს ეროვნული სიმფონიური ორკესტრი Transcripció Sakartwelos Erownuli Simponiuri Orkestri; fundada el 1925 com a Orquestra Simfònica de Geòrgia, a partir de 1933 Orquestra Simfònica Estatal de Geòrgia, també en rus: Государственный симфонический оркестр Грузии, des del 1994 temporalment Orquestra Simfònica Estatal (Nacional) de Geòrgia Evgeni Mikeladze, des del 2013 Orquestra Filharmònica de Geòrgia) és l'orquestra simfònica nacional de Geòrgia amb seu a la capital, Tbilisi.

## Història
L'orquestra es va fundar el 1925. El seu primer director principal va ser Ivan Paliashvili. El 1933, va rebre l'estatus estatal i es va convertir en l'orquestra simfònica principal de la RSS de Geòrgia. El mateix any, Ievgeny Mikeladze, que va ser víctima del terror de Stalin el 1937, va esdevenir el director principal. El 1994, va ser rebatejada en honor a Ievgeny Mikeladze.
Entre els directors de l'orquestra hi havia Grigol Kiladze, Aleksander Gauk, Odisei Dimitriadi, Djànsug Kakhidze i Vakhtang Machavariani, i entre els directors musicals hi havia compositors com Andria Balanchivadze i Aleksi Machavariani.
El repertori inicialment abastava la tradició clàssica, així com nombroses obres de compositors georgians, algunes de les quals van ser estrenades per l'orquestra. L'orquestra ha interpretat, entre d'altres, les sis primeres simfonies de Guia Kantxeli, que es van estrenar entre 1968 i 1980.
A través de nombroses gires a l'estranger, l'orquestra ha guanyat renom internacional al llarg dels anys. Ha actuat a la Filharmònica de Berlín, el Concertgebouw d'Amsterdam, la Salle Pleyel de París, el Konzerthaus de Berlín, el Palais des Beaux-Arts de Bruxelles (BOZAR) de Brussel·les, l'Elbphilharmonie d'Hamburg i l'⁣Alte Oper de Frankfurt.

## Renovació a partir del 2005
El 2005, l'orquestra es va unir organitzativament amb altres conjunts estatals sota un mateix sostre: el Centre Nacional de Música de Geòrgia, el Centre Mikeladze. El mateix any, el director format a Viena, Nikolos Rachveli (conegut internacionalment com a Nikoloz Rachveli), es va convertir en el director artístic de l'orquestra, i el 2007 també va assumir el càrrec de director principal.
Com a part d'una reforma del Centre Nacional de Música de Geòrgia, l'orquestra es va reformar el 2013 i es va ampliar amb joves músics. A més, es va fundar un Consell Artístic, al qual van ser nomenats Guia Kantxeli, Aleksandre Toradze, Paata Burchuladze, Ioseb Bardanashvili i Shalva Mosidze. A més, l'orquestra va ser l'únic conjunt estatal aquell any a obtenir el dret d'elegir el seu propi director artístic, que havia estat nomenat prèviament pel Ministeri de Cultura georgià. Aquesta elecció va tenir lloc el desembre de 2013, i el ja en el càrrec Nikolos Rashveli va ser reconfirmat com a director musical i director principal. Des de llavors, l'orquestra ha actuat internacionalment sota el nom d'Orquestra Filharmònica de Geòrgia.